# Boxe aux Jeux olympiques de 1908
Navigation
Saint-Louis 1904 Anvers 1920
Aux Jeux olympiques de 1908, cinq épreuves de boxe anglaise se sont disputées le 27 octobre 1908 au Northampton Institute in Clerkenwell dans le quartier Est de Londres.

## Déroulement
Il y avait trois rounds dans chaque combat, les deux premiers de trois minutes et le dernier de quatre minutes. Deux juges notaient les combats, attribuant cinq points au meilleur boxeur de chacun des premiers rounds et sept points au meilleur boxeur du troisième round.
Des notes étaient données à l'autre boxeur en fonction de son comportement face à son adversaire vainqueur du round. Si les juges n'étaient pas d'accord pour déterminer un vainqueur au terme d'un combat, l'arbitre pouvait choisir le vainqueur ou ordonner un quatrième round.

## Participants
42 boxeurs de 4 nations ont participé aux compétitions de boxe :
- Australasie (1)
- Danemark (2)
- France (7)
- Grande-Bretagne (32)

## Résultats

### Podiums

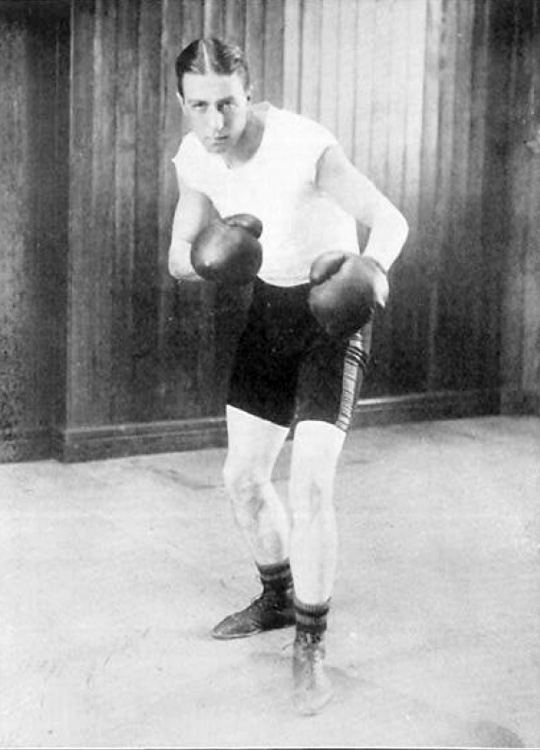
Johnny Douglas, vainqueur de la compétition des poids moyens.

| Catégories              | Or              | Argent            | Bronze          |
| Poids coqs (-52,2 kg)   | Henry Thomas    | John Condon       | William Webb    |
| Poids plumes (-56,7 kg) | Richard Gunn    | Charles Morris    | Hugh Roddin     |
| Poids légers (-61,2 kg) | Frederick Grace | Frederick Spiller | Harry Johnson   |
| Poids moyens (-71,7 kg) | Johnny Douglas  | Reginald Baker    | William Philo   |
| Poids lourds (+71,7 kg) | Albert Oldman   | Sydney Evans      | Frederick Parks |

### Tableau des médailles
Un classement par nations dominé très largement par le Royaume-Uni qui remporte à domicile tous les titres mis en jeu et ne laisse qu'une seule médaille leur échapper.
| Place | Pays             | Médaille d'or, Jeux olympiques | Médaille d'argent, Jeux olympiques | Médaille de bronze, Jeux olympiques | Total |
| ----- | ---------------- | ------------------------------ | ---------------------------------- | ----------------------------------- | ----- |
| 1     | Royaume-Uni      | 5                              | 4                                  | 5                                   | 14    |
| 2     | Australasie      | 0                              | 1                                  | 0                                   | 1     |
| Total | 2 pays médaillés | 5                              | 5                                  | 5                                   | 15    |

## Référence
1. ↑  (en) Résultats des Jeux olympiques 1908 (amateur-boxing.strefa.pl)